# Aponeurose
En aponeurose er en bred form for sene. Den kaldes også et senespejl. Den skiller sig ud fra en normal rund sene (tendo), da dens form er flad og bred. Dens funktion er den samme som en normal sene, nemlig at binde en muskel til en ane eller en knogle/knogler. Kroppen har også aponeuroser, der kun binder knogler sammen. Et eksempel er fodens Aponeurosis Plantaris, der holder hælebenet (Calcaneus) sammen med de distale fodknogler. Denne aponeurose er stram og danner derfor en bue af fodens knogler.